# Thelma Aoyama
Thelma Aoyama,  (青山 テルマ?, Aoyama Teruma) (Nara, 27 ottobre 1987), è una cantante giapponese di origini afro-trinidadiane.
È principalmente conosciuta per il brano Koko ni Iru yo in collaborazione con SoulJa, ed il relativo brano di risposta Soba ni Iru ne. A settembre 2008, il Guinness World Records ha certificato che Soba ni Iru ne è diventato il singolo digitale più venduto in Giappone, con oltre due milioni di copie scaricate. Comunque, il brano è stato successivamente sostituito da Kiseki dei Greeeen a giugno 2009. Sino a novembre 2008 sono state vendute oltre 8,7 milioni di copie digitali del brano.

## Biografia
Thelma Aoyama ha trascorso sei anni presso l'Osaka International School ed all'età di dodici anni si è trasferita a Torrance (California), dove ha frequentato la Calle Mayor Middle School. Dopo due anni, nel 2002 è ritornata in Giappone, e con la propria famiglia si è trasferita a Tokyo.
Il suo debutto nella musica è stata la collaborazione nel singolo Summer Paradise: Risin' To Tha Sun con il gruppo DS455, che ha raggiunto la posizione 46 della classifica Oricon. Il 9 settembre 2007, Aoyama ha debuttato da solista con il singolo One Way, che è arrivato alla posizione 98 della classifica Oricon. Due settimane dopo, la Aoyama ha collaborato con il collega SoulJa nel singolo Koko ni Iru yo, che ha ottenuto un notevole successo in patria. Pur raggiungendo al massimo la sesta posizione, il singolo ha venduto oltre 100 000 copie ed è rimasto in classifica per diverse settimane.
All'inizio del 2008, la Aoyama pubblica un singolo di risposta a Koko ni Iru yo di SoulJa, intitolato Soba ni Iru ne, ed anche in questo caso collabora con SoulJa. I brani sono molto simili fra loro e condividono lo stesso ritornello. Tuttavia Soba ni Iru ne ottiene maggiore successo rispetto a Koko ni Iru yo, debuttando alla terza posizione nella sua prima settimana nei negozi, e salendo sino alla vetta la settimana seguente. Soba ni Iru ne rimane nella top 5 della classifica per sette settimane consecutive.
Il suo album di debutto, Diary, è stato pubblicato il 26 marzo 2008 in Giappone. Segue, l'anno seguente Love!: Thelma Love Song Collection, che entra nella classifica degli album più venduti direttamente al primo posto.
Successivamente la Aoyama ha collaborato con Taeyang per il singolo Fall in Love, pubblicato il 27 gennaio 2010. Subito dopo Fall in Love, viene pubblicato Kaeru Basho, sigla finale del film Doraemon: Nobita's Great Battle of the Mermaid King. Questo singolo vede nuovamente il featuring di SoulJa. Sempre nel 2010 Thelma Aoyama ha collaborato con il gruppo di Taiwan Da Mouth per il brano Secret Life e con il gruppo coreano 4Minute per il brano Without U.

## Discografia

### Album studio
- 2008: Diary
- 2009: Emotions
- 2011: Will

### Raccolte
- 2008: Party Party: Thelma Remix
- 2009: Love!: Thelma Love Song Collection
- 2010: Love! 2: Thelma Best Collaborations
- 2011: Singles Best

### Singoli certificati RIAJ
- 2007: Koko ni Iru yo (SoulJa feat. Thelma Aoyama)
- 2008: Soba ni Iru ne feat. SoulJa
- 2008: Nando mo
- 2008: Yakusoku no Hi (Dohzi-T feat. Thelma Aoyama)
- 2008: Mamoritai Mono
- 2008: Daikkirai Demo Arigato
- 2009: Wasurenai yo
- 2011: Zutto.